# Marl
Marl is een stad en gemeente in de Duitse deelstaat Noordrijn-Westfalen, gelegen in de Kreis Recklinghausen. De gemeente Marl telt 84.312 inwoners (31 december 2020) op een oppervlakte van 87,65 km².

## Indeling van de gemeente

Marler stadsdelen en -districten
Panorama Marl. V. l. n. r.: Marienhospital, wijk Brassert, mijnafvalberg (Halde) "Lipper Höhe", Chemiepark Marl, belastingkantoor, Parkhotel, gemeentehuis, Stadttheater, Halde "Brinkfortsheide", Laubfrosch en flat Wohnen West.

### Stadsdelen
Marl is onderverdeeld in de volgende Stadtteile (stadsdelen) met hun officiële wijknummer (tussen haakjes het aantal inwoners per 31 december 2018):
| - 11 Stadtkern (centrum) (7.680) - 12 Alt-Marl (9.747) - 13 Brassert (11.246) - 14 Drewer-Nord (8.571) - 15 Drewer-Süd (9.002) | - 21 Hüls-Nord (6.660) - 22 Hüls-Süd (12.444) - 30 Marl-Hamm (9.399) - 40 Chemiepark Marl (0) - 50 Polsum (4.607) - 60 Sinsen-Lenkerbeck (7.791) |

## Ligging, verkeer, vervoer

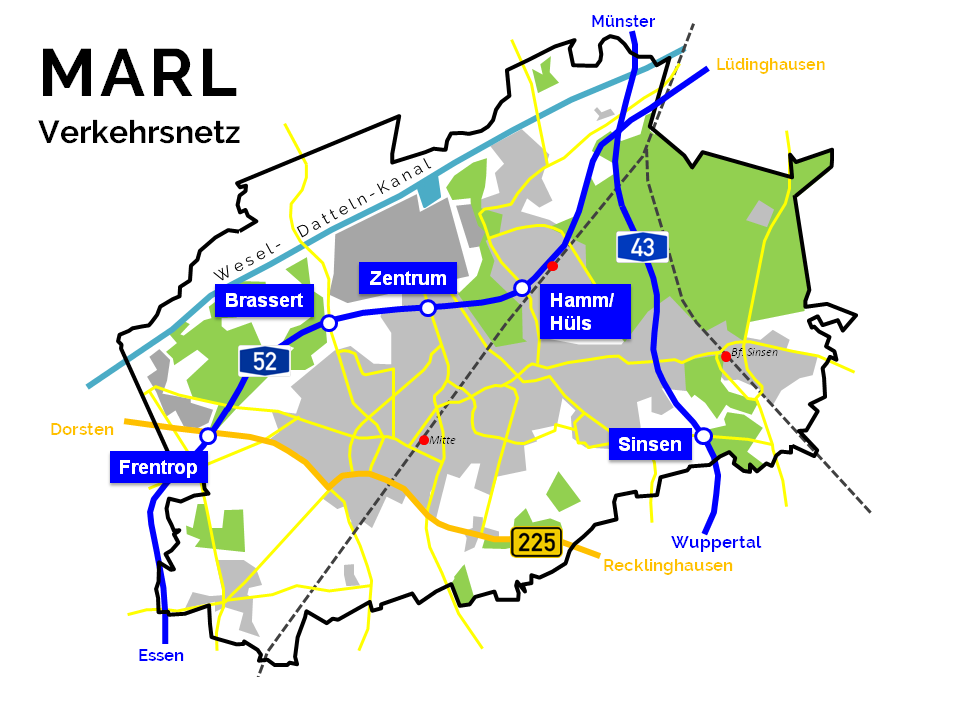
Infrastructuur: donker-blauw = autosnelweg; zwarte stippellijn = spoorweg; doorgaande zwarte lijn = gemeentegrens.
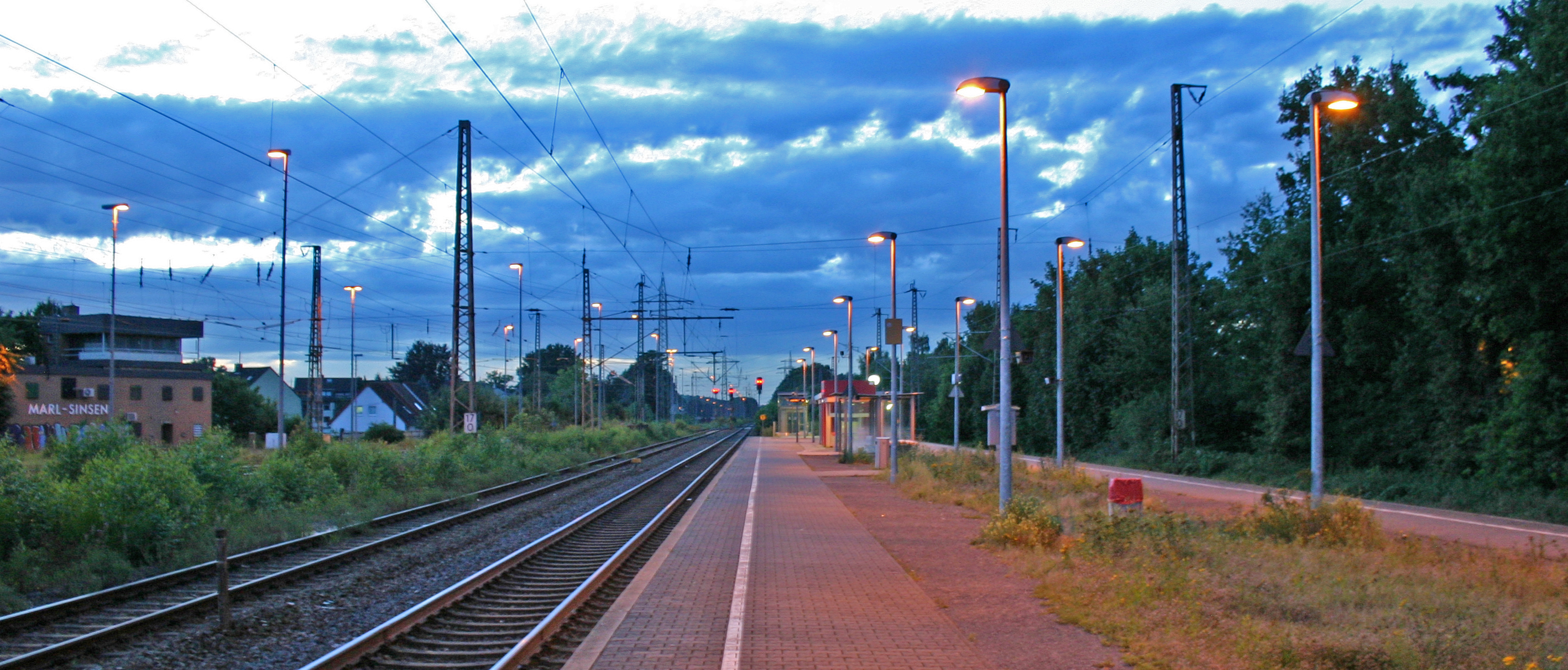
Station Marl-Sinsen
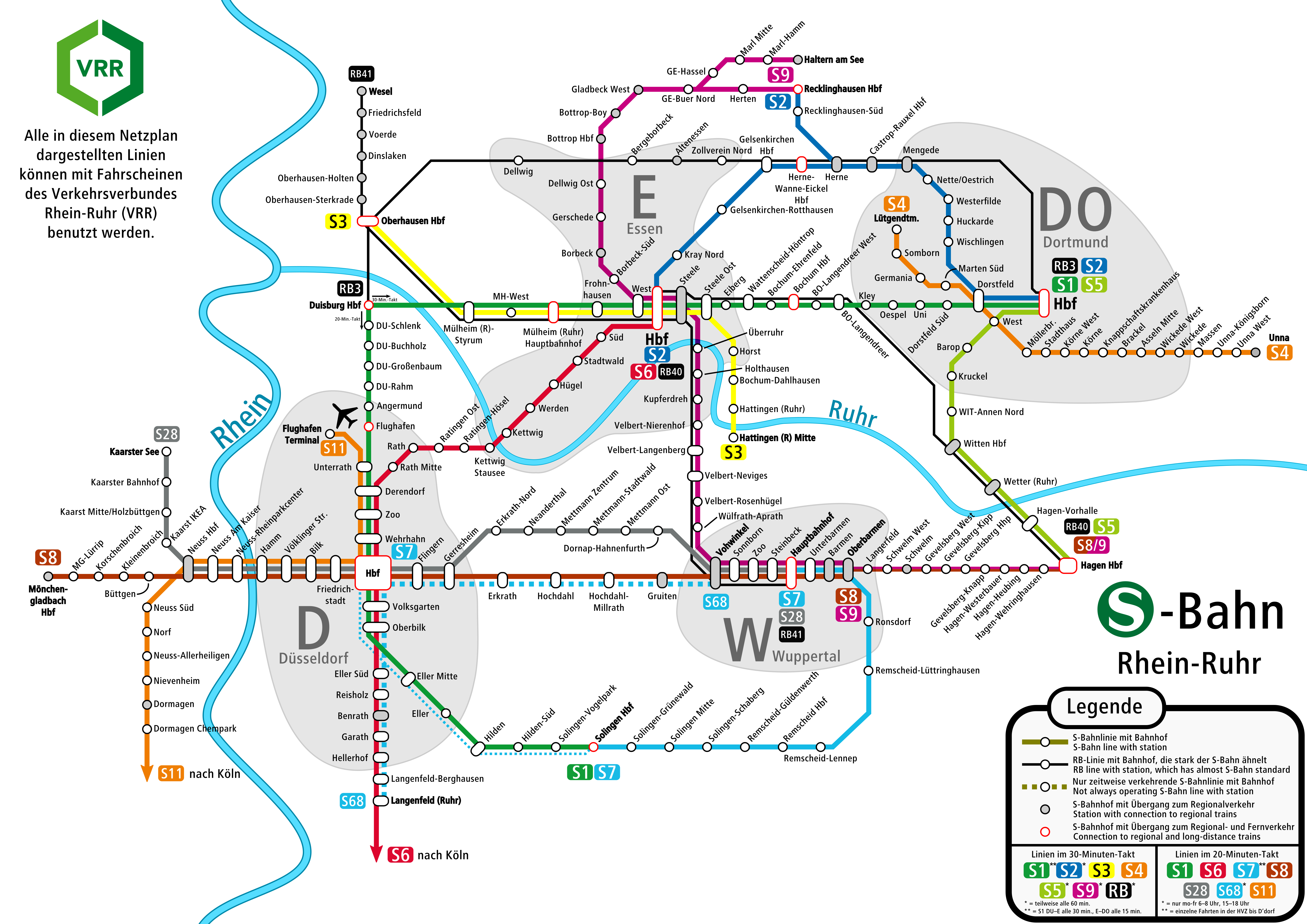
S-Bahn Rhein-Ruhr, netkaart; lijn 9, Marl, geheel boven.
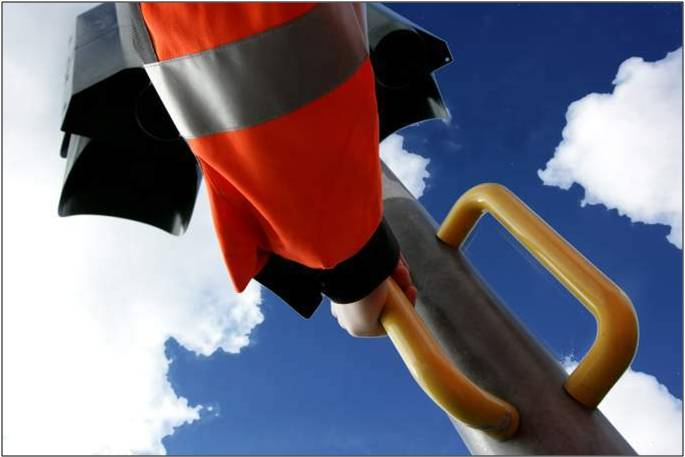
Marler Ampelgriff voor fietsers

### Buurgemeentes
Marl grenst in het noorden aan  Haltern am See, in het oosten aan Oer-Erkenschwick (en aan de beboste heuvelrug Die Haard), in het zuidoosten aan Recklinghausen, in het zuiden aan Herten, in het zuidwesten aan Gelsenkirchen en in het westen aan Dorsten.

### Wegverkeer
Belangrijkste wegen in de stad, zie ook infrastructuurkaartje:
- Autobahn A43, in het gemeentegebied bevindt zich  afrit 10 Sinsen; afrit 9 is Kreuz Marl-Nord.
- Autobahn A52, in het gemeentegebied bevinden zich van zuidwest naar noordoost afritten 46 t/m 49; afrit 50 is Kreuz Marl-Nord.
- Bundesstraße 225 westwaarts naar Dorsten.

Veel andere hoofdwegen in de stad zijn vierstrooks, om een soepele verkeersafwikkeling te bevorderen.
De gemeente probeert door diverse verkeersmaatregelen het fietsen te bevorderen, met name in het dagelijkse woon-werk- of woon-schoolverkeer. Een speciale voorziening voor fietsers, die in Marl is uitgevonden, is de Ampelgriff, een handgreep aan een verkeersregelinstallatie, waaraan fietsers zich kunnen vasthouden, zolang het verkeerslicht voor hen op rood staat. Ze hoeven dan niet af- en weer op te stappen. Een in 2014 begonnen experiment ter verhoging van de verkeersveiligheid richt zich op blinden. Als zij voor een bepaald voetgangerslicht staan te wachten, is er, kort voordat dit voor hen op groen springt, te horen:  „Dankeschön, gleich wird’s grün“ (Dank u wel, dadelijk wordt het groen).

### Openbaar vervoer
- De S9 van de S-Bahn Rhein-Ruhr verzorgt in Marl het lightrailverkeer per trein van en naar andere steden in het Ruhrgebied. Zie ook Spoorlijn Gelsenkirchen-Buer Nord - aansluiting Lippe.
- Station Marl-Sinsen, in het oosten van de gemeente, ligt aan de spoorlijn van Haltern am See naar Recklinghausen. Een deel van de Regional-Expresstreinen stopt er. Het station, met slechts weinig voorzieningen, bestaat sinds 1880, werd in 1886 al drastisch vernieuwd, maar is meer voor goederentreinen dan voor reizigerstreinen ontworpen.
- De busmaatschappij Vestische Straßenbahnen (die in tegenstelling tot haar naam sinds 1982 geen tram meer laat rijden), heeft in het centrum van Marl de beschikking over een modern busstation. Dat is begin- en eindpunt voor talrijke buslijnen naar alle omliggende plaatsen.

### Waterwegen
Marl ligt aan de -niet bevaarbare- rivier de Lippe en aan het Wesel-Dattelnkanaal (WDK). Het Chemiepark Marl beschikt over een grote, modern geoutilleerde binnenhaven aan het WDK.

### Luchtverkeer
Op 9 km ten oosten van het centrum van Marl, aan de Autobahn A43, ligt sinds 1957 een klein vliegveld met de naam Flugplatz Marl-Loemühle. Het vliegveld is opengesteld voor kleine vliegtuigen tot 5,7 ton gewicht, voor hobby- en sportvliegtuigjes, ULV's en traumahelikopters. Vanaf het veld worden regelmatig vluchten gehouden ten behoeve van archeologisch onderzoek met behulp van luchtfoto's. Het veld heeft IATA-code ZOJ en ICAO-code EDLM. Het heeft één geasfalteerde start- en landingsbaan
van 830 meter lengte en 20 meter breedte.

## Economie
Aan de noordrand van de stad vormt het 650 hectare grote Chemiepark Marl een van de belangrijkste clusters van de Duitse chemiesector. De ruim 100 bedrijven daar bieden werk aan circa 10.000 mensen. Ter vervanging van het verlies van 2.000 arbeidsplaatsen na de mijnsluitingen in 2015 wist de gemeente te bewerken, dat in 2018 het concern METRO Group dicht bij het Chemiepark een logistiek centrum opende, met ruim duizend nieuwe arbeidsplaatsen tot gevolg. De gemeente streeft ernaar, in de periode 2019-2022 nog meer van dit soort logistieke bedrijven en bedrijfsafdelingen aan te trekken.
De gemeente bezit als regionaal centrum enige vestigingen van overheidsinstanties  waaronder een belastingkantoor en een Amtsgericht, alsmede drie ziekenhuizen. Merkwaardig daarentegen is, dat een zo grote stad als Marl geen eigen politiebureau heeft, maar slechts een politiepost van buurstad Recklinghausen.
Op bedrijventerreinen elders in de stad is tamelijk veel midden- en kleinbedrijf gevestigd van uitsluitend plaatselijk en regionaal belang. Landbouw en toerisme zijn van weinig betekenis.

## Geschiedenis
Rond het begin van de jaartelling leefden in het gebied van het huidige Marl de Germaanse stammen der Bructeren, die in de 4e eeuw waarschijnlijk in de Franken opgingen, en der Marsen.
In de 5e of 6e eeuw wierpen Germanen een, wellicht strategisch belangrijke, ringwalburcht op nabij het huidige Sinsen. Hiervan zijn nog bescheiden sporen bewaard gebleven.
Marl wordt voor het eerst vermeld in een document van de Abdij Werden uit het eind van de 9e eeuw (Meronhlare). Deze naam wordt geïnterpreteerd als paarden-steiger; -meron- is het Nederlandse woord merrie.
Van 1111 tot 1705 bezat het adellijke geslacht Von Loe of De Loë in Marl een kasteel. Dit geslacht was onderdaan van de Keulse aartsbisschoppen. In de 19e eeuw werd het kasteel afgebroken. Op de plaats van het kasteel werd in de 20e eeuw een middelbare school gebouwd. Het ietwat op de letter U lijkende, maar dan van weerhaken voorziene symbool in het familiewapen van die van Von Loe wordt in de Duitse heraldiek een Fasseisen genoemd. Het is in het gemeentewapen van Marl overgenomen.
Vanaf de middeleeuwen tot 1803 waren Marl en omgeving tamelijk onbelangrijke, door de landbouw, en in de 18e en eerste helft der 19e eeuw in mindere mate door de huisweverij, gedomineerde plaatsjes in het Vest Recklinghausen, dat leenroerig was aan het Keurvorstendom Keulen.
In de late 16e en vroege 17e eeuw was het berucht vanwege talrijke heksenprocessen, vooral in de periode 1581-1589. In de Gulik-Kleefse Successieoorlog (1609-1614) en de Dertigjarige Oorlog (1618-1648) hadden Marl en omgeving veel te lijden door oorlogsgeweld en epidemieën van de pest en andere ernstige ziektes.
Reeds voordat in 1936 stadsrechten werden verleend beleefde Marl een snelle economische en culturele groei en ontwikkelde zich binnen 60 jaar van een Westfaals dorp tot een middelgrote stad. Ook tegenwoordig is Marl met het vanaf 1938 ontwikkelde Chemiepark Marl een van de belangrijkste plaatsen voor de Duitse chemiesector. Vanaf 1899 werd de stad ook meer dan een eeuw lang gedomineerd door de steenkoolwinning. Met de Auguste-Victoria-mijn was Marl tot 2015 de op twee na laatste mijnbouwstad van Duitsland.  Andere belangrijke kolenmijnen waren de Brassert (1905-1972) en de Hibernia (1931-1971) geweest.
Tijdens de Ruhropstand in maart-april 1920 kwam het ook in Marl tot gevechten, waarbij op 1 april 1920  ten minste vijftien doden vielen.
Marl was in Adolf Hitlers Derde Rijk een militair-strategisch belangrijke plaats vanwege de chemische industrie. Er werd onder andere Buna, synthetisch rubber voor banden van militaire voertuigen gemaakt. Vanaf 1939, toen de Tweede Wereldoorlog uitbrak, moesten de bijna tienduizend Duitse arbeiders in deze bedrijfstak in militaire dienst. Ook veel boerenzoons en -knechts op de talrijke boerderijen in de omstreken moesten het leger in. In hun plaats werden krijgsgevangenen en dwangarbeiders uit door Nazi-Duitsland bezette landen ingezet. Gedurende de oorlog werden in 8 grote en 23 kleinere werkkampen in en om Marl tussen tien- en vijftienduizend dwangarbeiders opgesloten. De oorlogsschade door regelmatige geallieerde luchtbombardementen trof logischerwijze vooral de industrie en de infrastructuur van Marl. Grote schade ontstond er vooral in de zomer van 1943, waardoor de chemische industrie enige maanden lang stil kwam te liggen, en in de drie weken, voorafgaande aan de verovering van Marl door de geallieerden, op 31 maart 1945. Het door een Duitse tankdivisie verdedigde Polsum kon pas na drie dagen zware strijd door de geallieerden veroverd worden.
Direct na de oorlog begon de instroom van Heimatvertriebene, Duitsers die o.a. Silezië moesten verlaten, omdat dat in 1945 Pools was geworden. Om hun een dak boven het hoofd te bieden werd - mede uit de hulp via het Marshallplan- een nieuwe woonwijk in stadsdeel Brassert gebouwd. Naar een Amerikaanse organisatie, die een deel van de Marshall-hulp uitvoerde, Economic Cooperation Administration, heet deze woonwijk ECA-Siedlung.
De stad ontstond door de samengroei van voormalige dorpen met mijnwerkerskolonies en woonwijken voor de personeelsleden van de chemische fabrieken. Marl heeft daardoor geen historisch centrum. In de 1960er en 1970er jaren werd een nieuw stadscentrum met een gemeentehuis, woontorens en winkelcentrum Marler Stern gebouwd in een voormalig weidegebied. Van 1994-1998 werd het centrum verder uitgebreid, met integratie van de spoorlijn; in 2005 kreeg de stad een modern busstation.
Op 5 oktober 1973 gebeurde, doordat een wissel verkeerd stond, bij station Marl-Sinsen een ernstig treinongeluk. De D-trein Flensburg–Düsseldorf was tegen een wachtende rangeerlocomotief aangereden en ontspoord. Direct daarna reed een goederentrein op de ontspoorde passagiertrein in. De treinen stortten van de spoordijk af op de Bundesstraße 51. Bij deze ramp vielen 7 doden en 44 gewonden.

### Stadsuitbreiding door gemeentelijke herindelingen
- 1 april 1926: Hüls, Lenkerbeck, Löntrop (voorheen gemeente Recklinghausen-Land) en de westelijke helft van  Sinsen (voorheen Oer-Erkenschwick)
- 1 januari 1975: uit het voormalige Amt Marl het zuidwestelijke, deel van de gemeente Hamm, en de gemeente Polsum (grotendeels); uit het voormalige Amt Haltern een klein deel van  Lippramsdorf

## Kunst en cultuur

### Musea
- Skulpturenmuseum Glaskasten: ook buiten dit beroemde museum voor beeldhouwkunst herbergt Marl enige standbeelden en sculpturen in de openbare ruimte, die van hoge kwaliteit zijn.
- Stadt- und Heimatmuseum Marl, gehuisvest in een schilderachtige voormalige boerderij annex watermolen te Alt-Marl (streekmuseum)

### Architectuur van na 1945
- Het gemeentehuis van Marl, de separate raadszaal en het Skulpturenmuseum Glaskasten behoren tot het gebouwencomplex, dat werd ontworpen door het Nederlandse architectenbureau Van den Broek en Bakema. Het complex werd als onderdeel van de nieuwbouwplannen van Marl gerealiseerd in de jaren 1960 tot 1967.

### Grimme-Institut
In heel Duitsland is Marl vooral bekend van het daar sinds 1973 gevestigde Grimme-Institut. Deze instelling, genoemd naar Adolf Berthold Ludwig Grimme (1889- 1963), houdt zich bezig met de coördinatie tussen onderwijs, volkseducatie (bijvoorbeeld  via 
een volkshogeschool) en culturele voorlichting enerzijds, en de media, met name televisie, radio, het internet en de sociale media anderzijds. Zij bevordert educatieve tv-programma's en apps, sinds 2010 ook in Europees verband. Het instituut, dat juridisch de status van het algemeen nut dienende instelling heeft, geeft een tijdschrift uit over nieuwe ontwikkelingen in de media. Bekend is de instelling vooral door de jaarlijkse toekenning van de Adolf-Grimme-Preis voor uitstekende tv-programma's, en sinds 2001 ook de Grimme Online Award

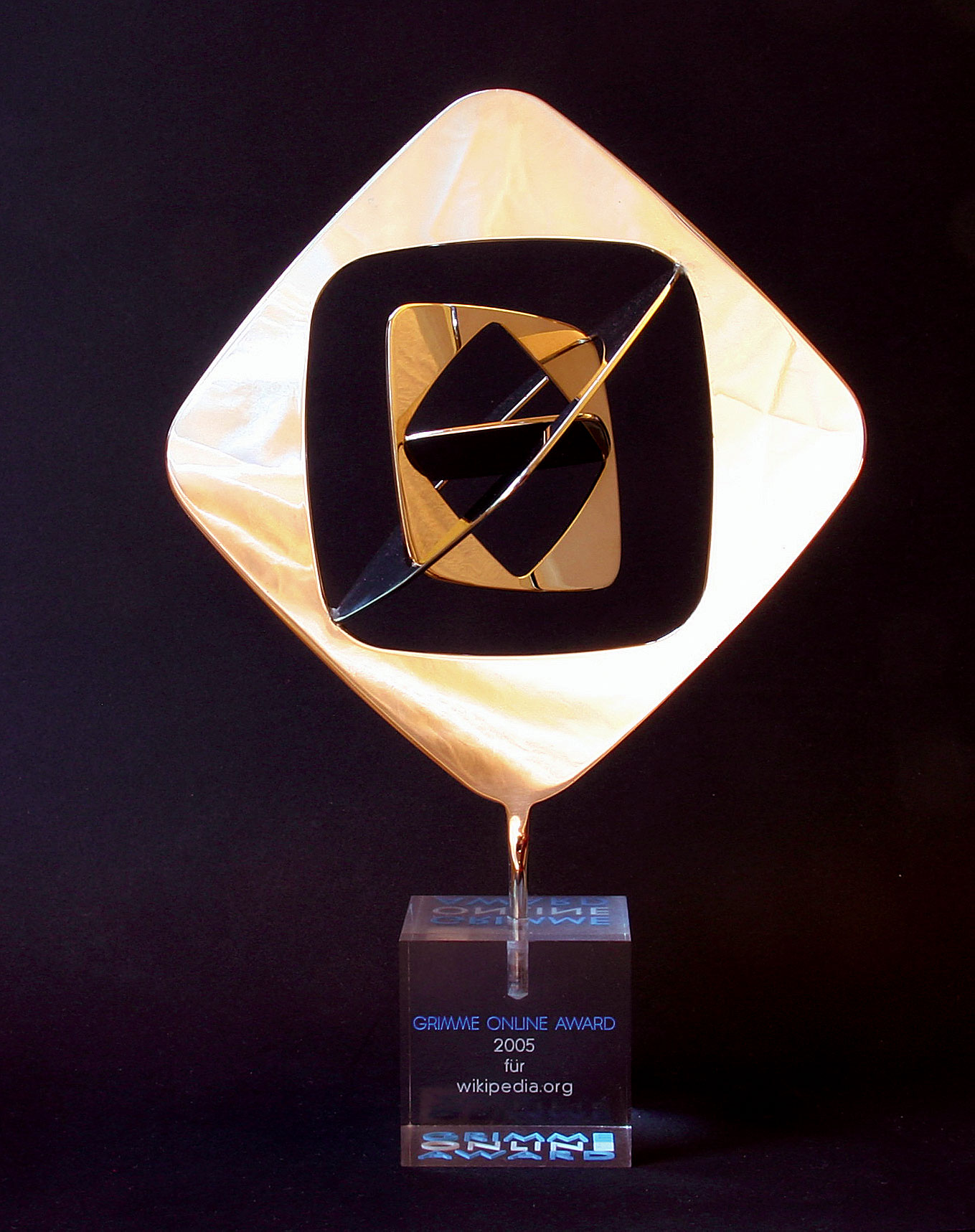
In 2005 werd de Wikipedia met de Grimme Online Award onderscheiden.

voor uitstekende educatieve websites, apps e.d. De prijsuitreiking vindt jaarlijks in het Theater Marl plaats.

### Kerkelijke kunst
- De rooms-katholieke Sint-Joriskerk te Marl (1859) is op de fundamenten van een eerdere, in de 12e eeuw gestichte, kerk gebouwd.

### Kunst in de openbare ruimte
- Buitencollectie van het Skulpturenmuseum Glaskasten
- ook buiten de collecties van dit beroemde museum voor beeldhouwkunst herbergt Marl enige standbeelden en sculpturen in de openbare ruimte, die van hoge kwaliteit zijn. Zie Foto's hieronder.
- Skulpturenpark van de Paracelsus-Klinik

## Toerisme; overige bezienswaardigheden; evenementen; natuurschoon

### Natuurschoon
- Beekdalreservaat Naturschutzgebiet Loemühlenbachtal op de grens met Herten en Recklinghausen, met veel zeldzame planten en dieren
- Beboste heuvelrug Die Haard  op de grens met Oer-Erkenschwick
- Dal van de Lippe met oeverlandschap en ooibos (op de Lippe is op veel plaatsen de kanosport toegestaan)

## Belangrijke personen in relatie tot de gemeente

### Geboren
- Rolf Abrahamsohn (9 maart 1925 - 23 december 2021), Duits ondernemer en overlevende van de Holocaust
- Heinz van Haaren (3 juni 1940), Nederlands[6] voormalig voetballer
- Sönke Wortmann  (* 25 augustus 1959) , Duits filmregisseur, bedenker van Charité (televisieserie), regisseur van o.a. de films Pope Joan, talrijke filmkomedies en films over de Duitse voetbalgeschiedenis, die ook internationaal worden gewaardeerd
- Franz-Josef Overbeck (* 19 juni 1964) Duits geestelijke en bisschop van de Rooms-Katholieke Kerk o.a. binnen de Bundeswehr
- Karsten Braasch (* 14 juli 1967) oud-proftennisser, later vooral succesvol in het herendubbelspel
- Matthias Pintscher (* 29 januari 1971),Frans – Duits componist en dirigent
- Marco Kloss (* 25 december 1973), Duits schlagerzanger
- Christian Ahlmann (* 17 december 1974), Duits springruiter
- Mathias Schober (* 8 april 1976),  Duits oud-profvoetballer, (doelman)
- Christian Wetklo (* 11 januari 1980), Duits oud-profvoetballer, (doelman), later keeperstrainer
- Tim Hoogland (* 11 juni 1985),  Duits profvoetballer met Nederlandse voorouders

### Overleden
- Jürgen Möllemann (Augsburg, 15 juli 1945 - Marl, 5 juni 2003), Duits politicus

### Overigen
- Moguai, artiestennaam van André Tegeler, deejay in de house-scene, treedt regelmatig in Marl op
- Günther Marschall (* 4 april 1913 in Driesen; † 15 augustus 1997 in Hamburg), Duits architect, hoofdontwerper van het nieuwe stadscentrum van Marl in de 1970er jaren.

## Foto's

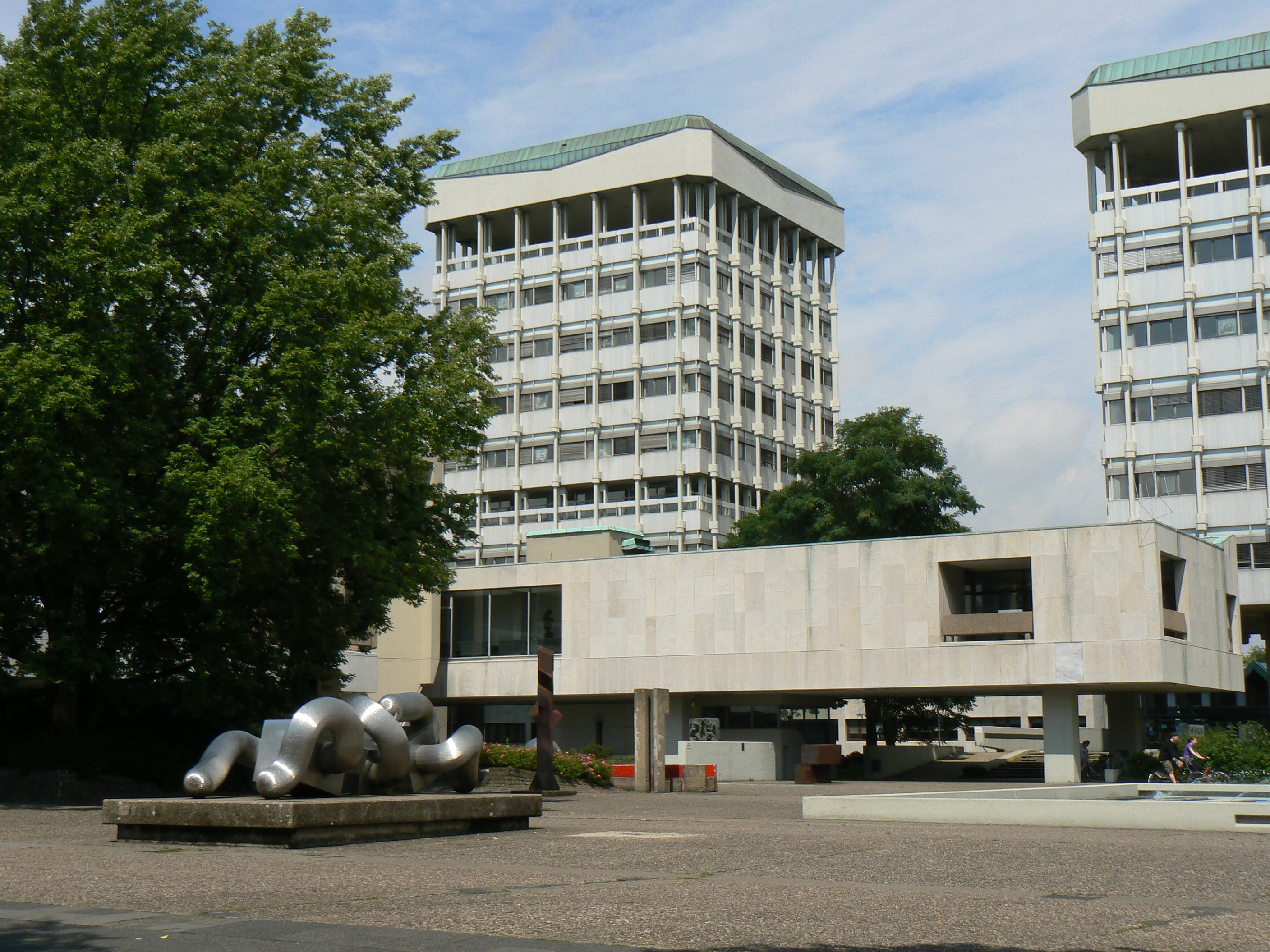
Gemeentehuis Marl
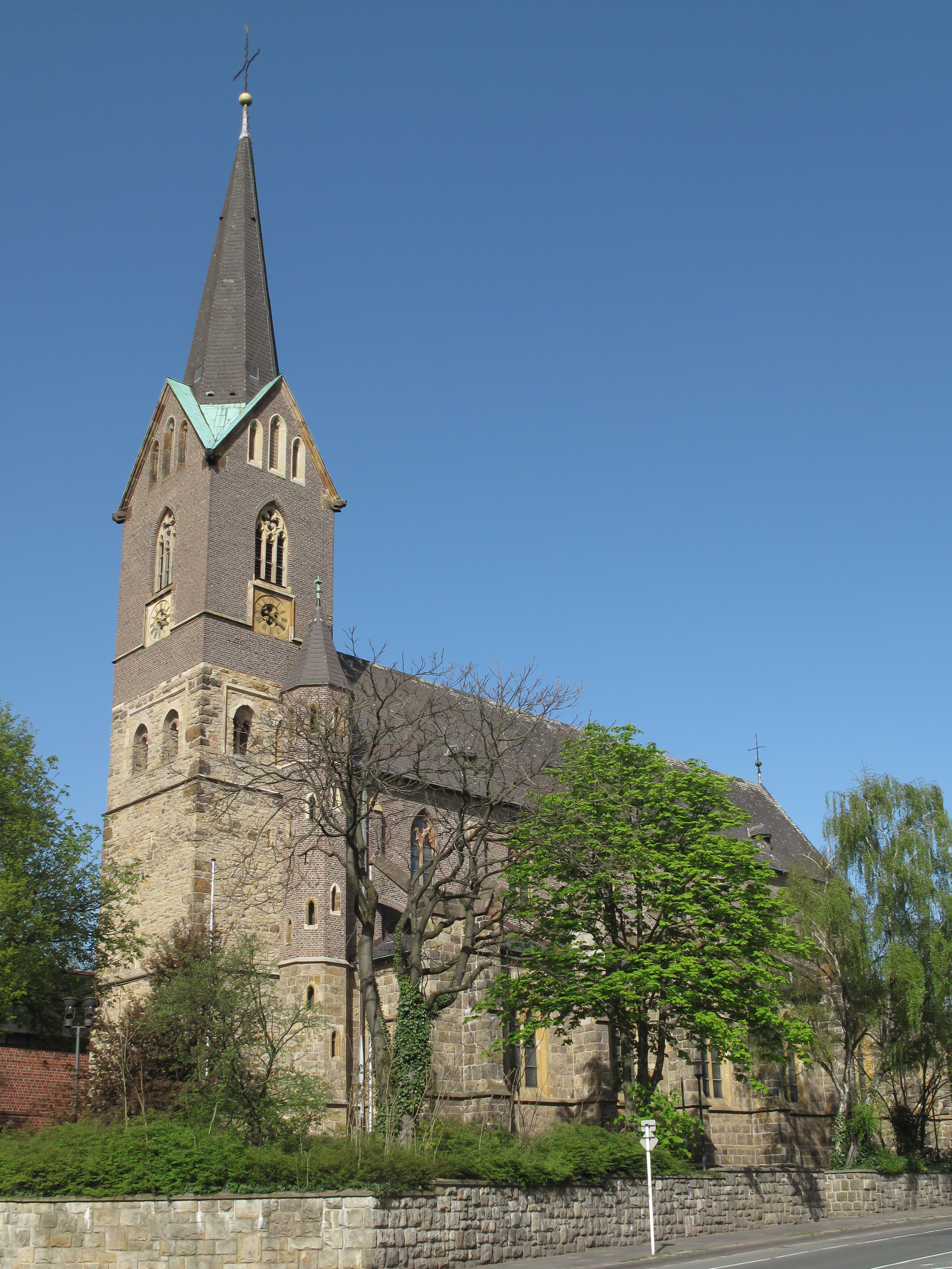
Marl, St. Joriskerk
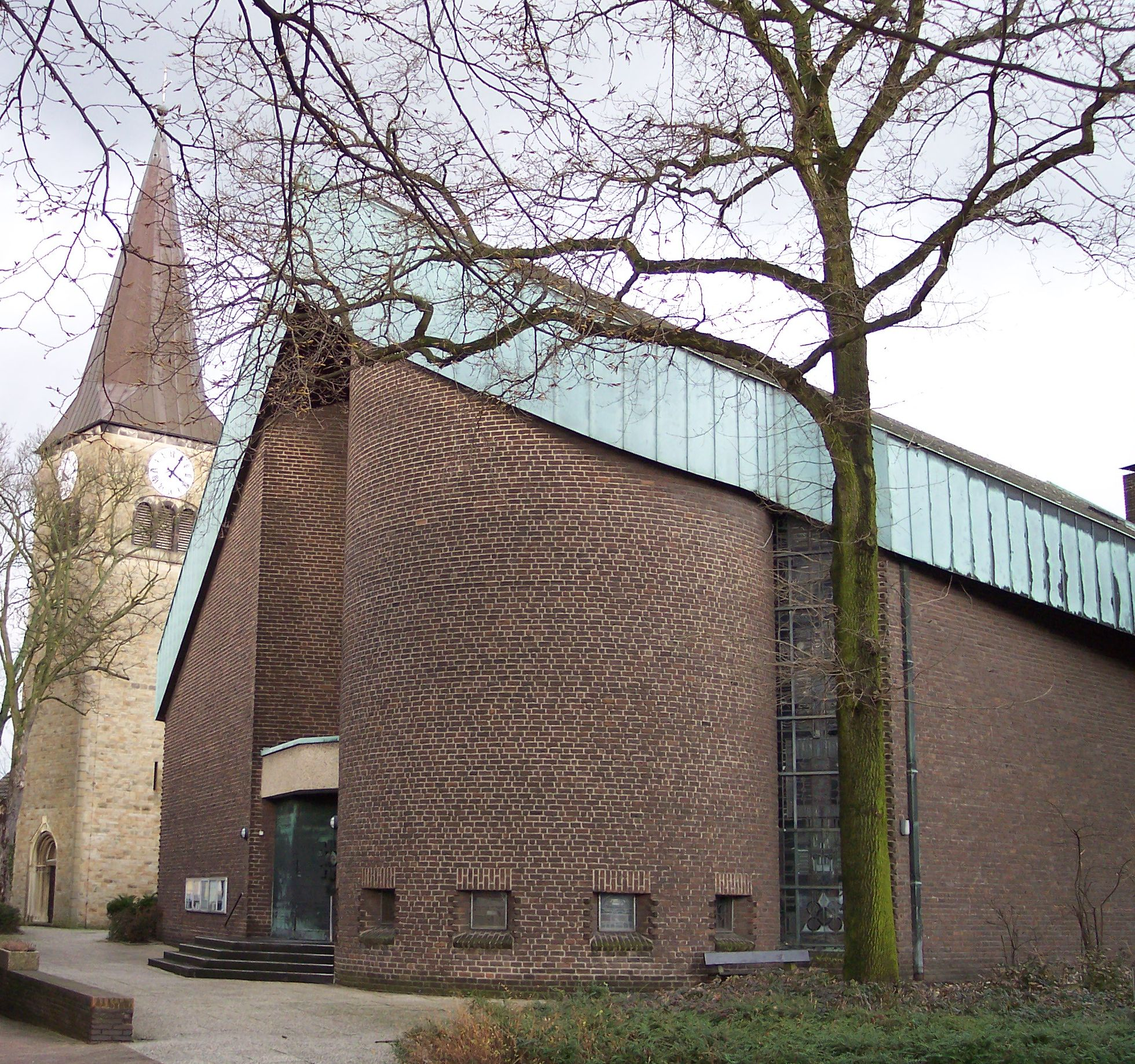
Polsum, Bartholomeüskerk (kerk 1966, toren vermoedelijk middeleeuws)
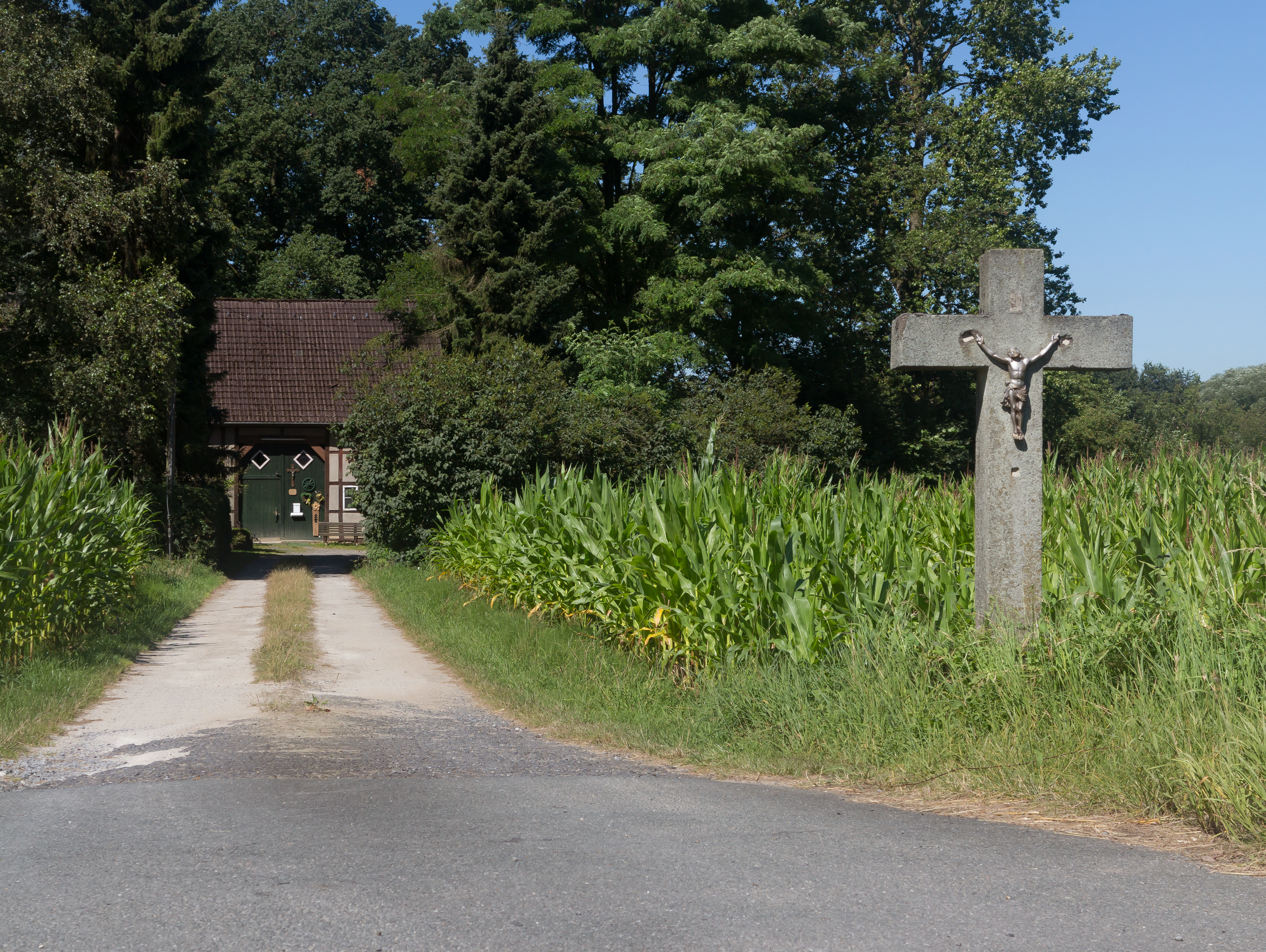
wegkruis aan de Hertener Strasse
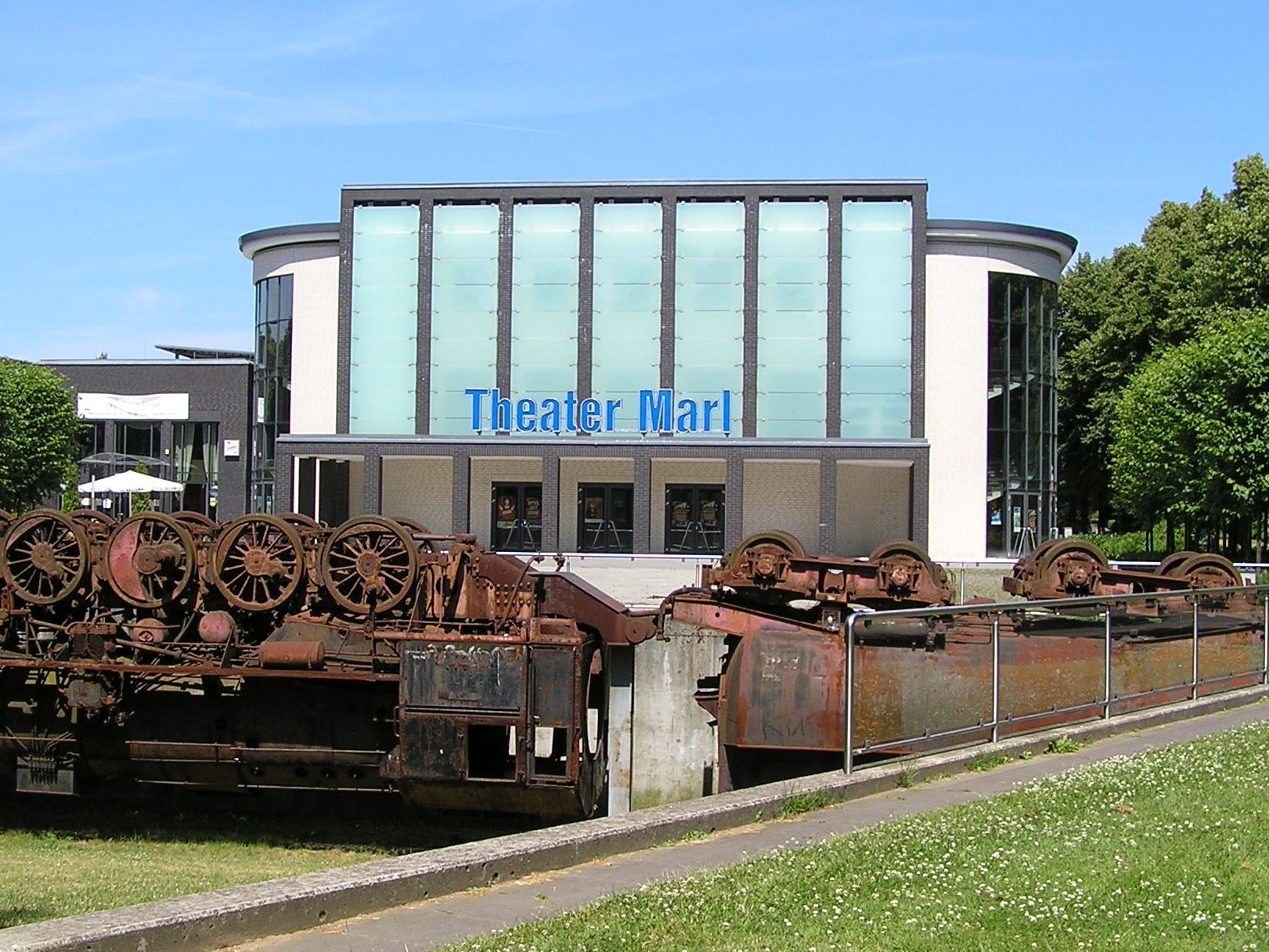
Theater Marl: Sculptuur La Tortuga van Wolf Vostell
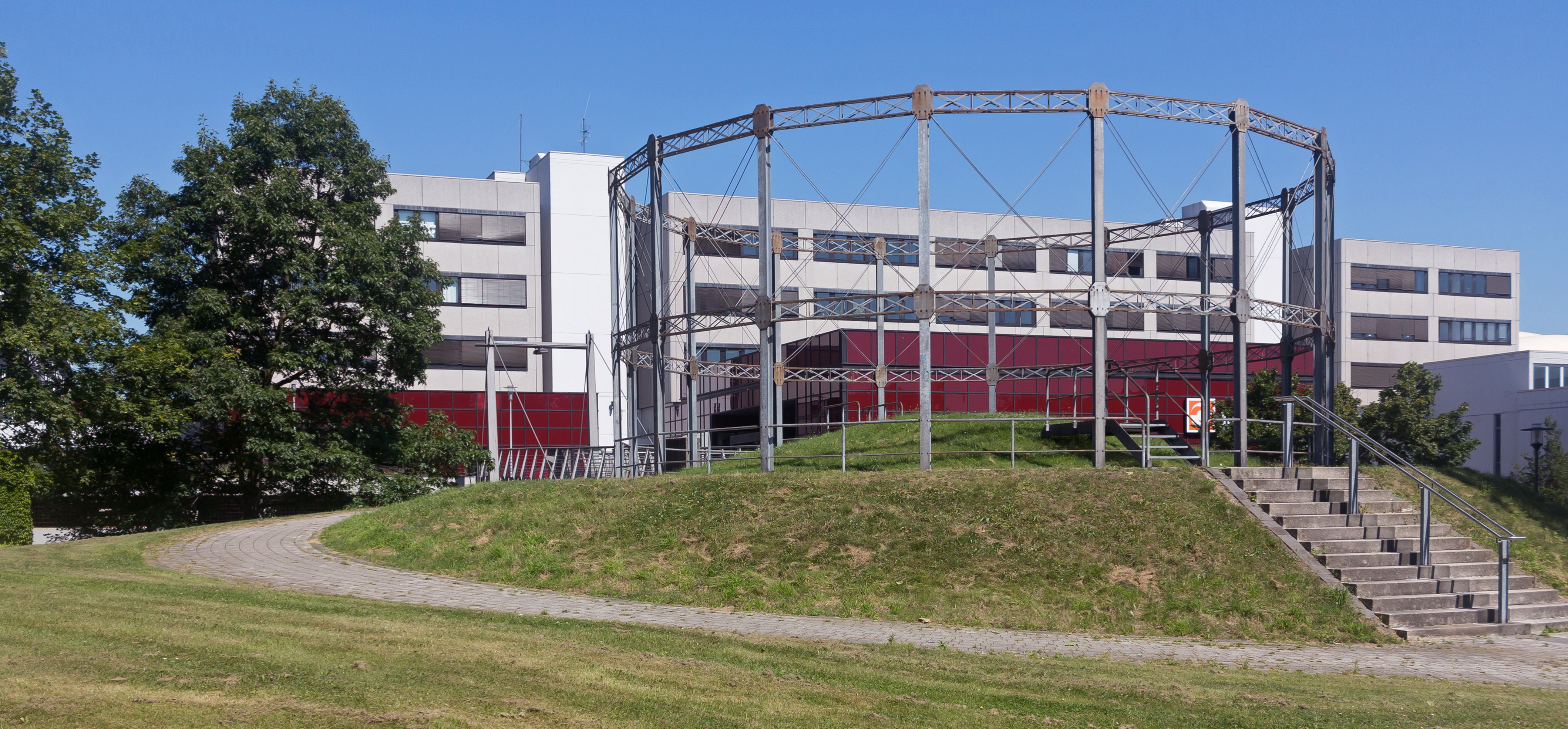
Sculptuur bij Marler Stern
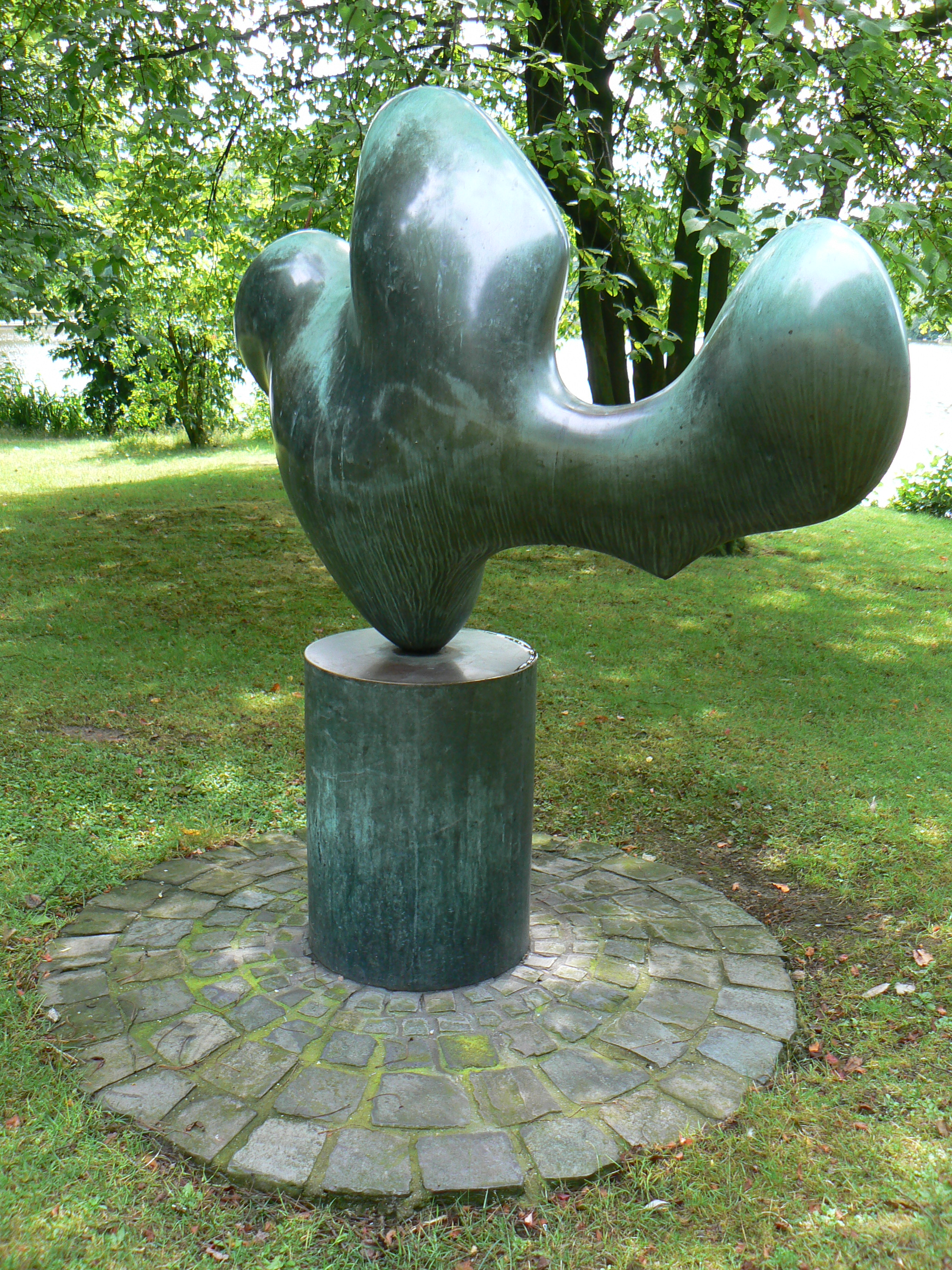
Sculptuur Rustend blad van Jean Arp
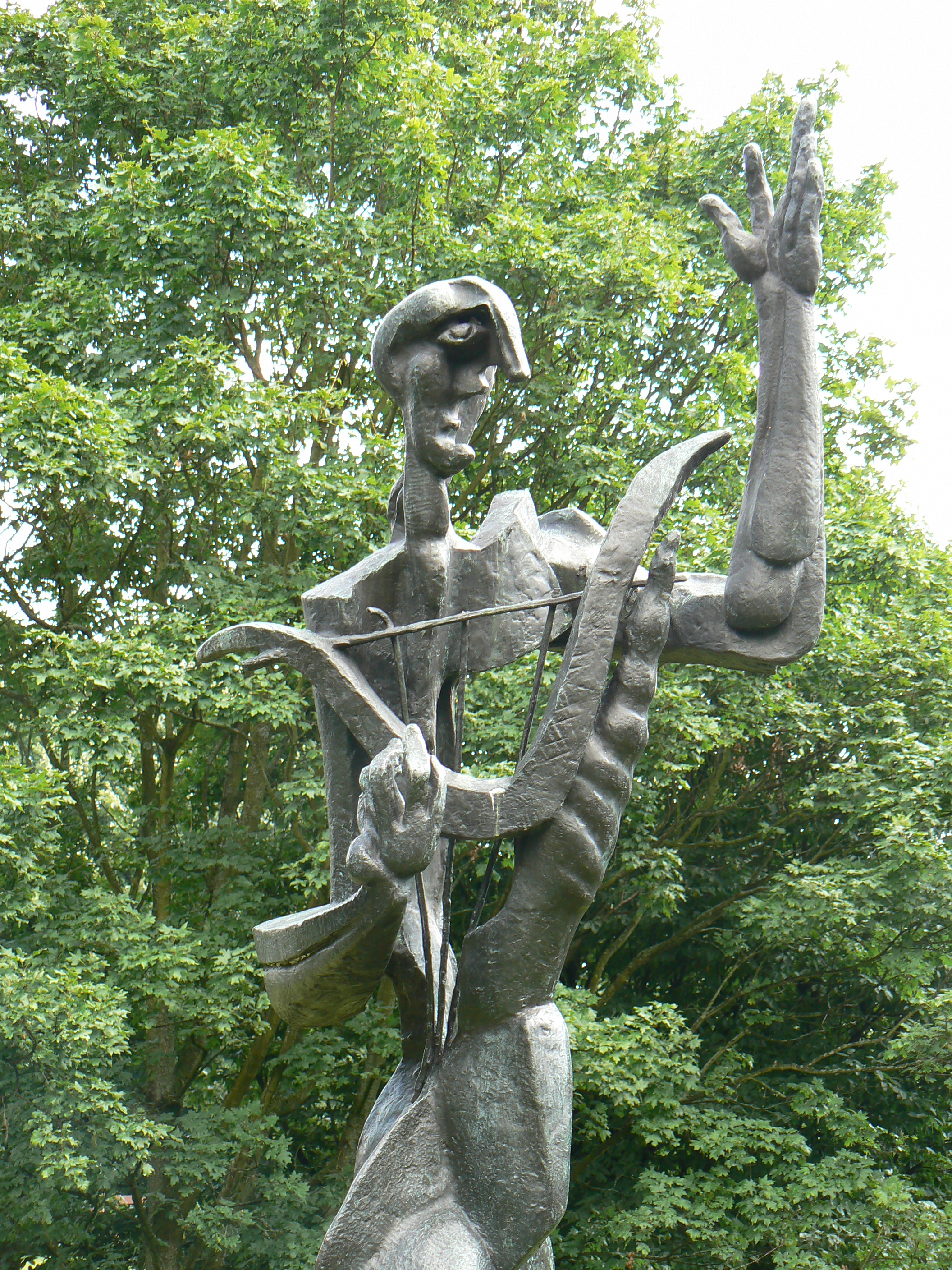
Grote Orpheus, sculptuur van Ossip Zadkine (binnenplaats gemeentehuis)
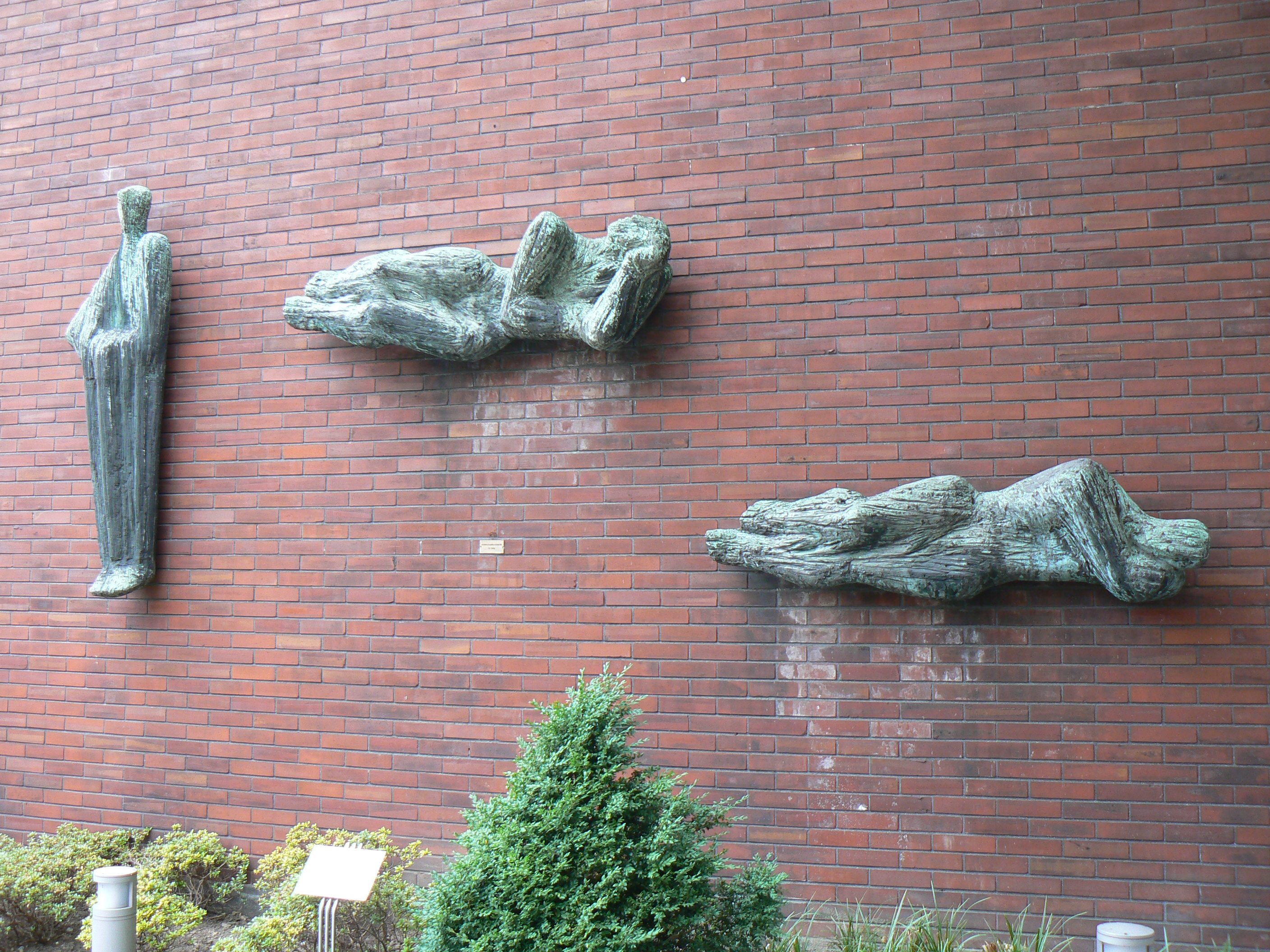
Beeldengroep Paracelsus-Klinik (1955/6), Karl Hartung (de genezer, de herstellende, de zieke)
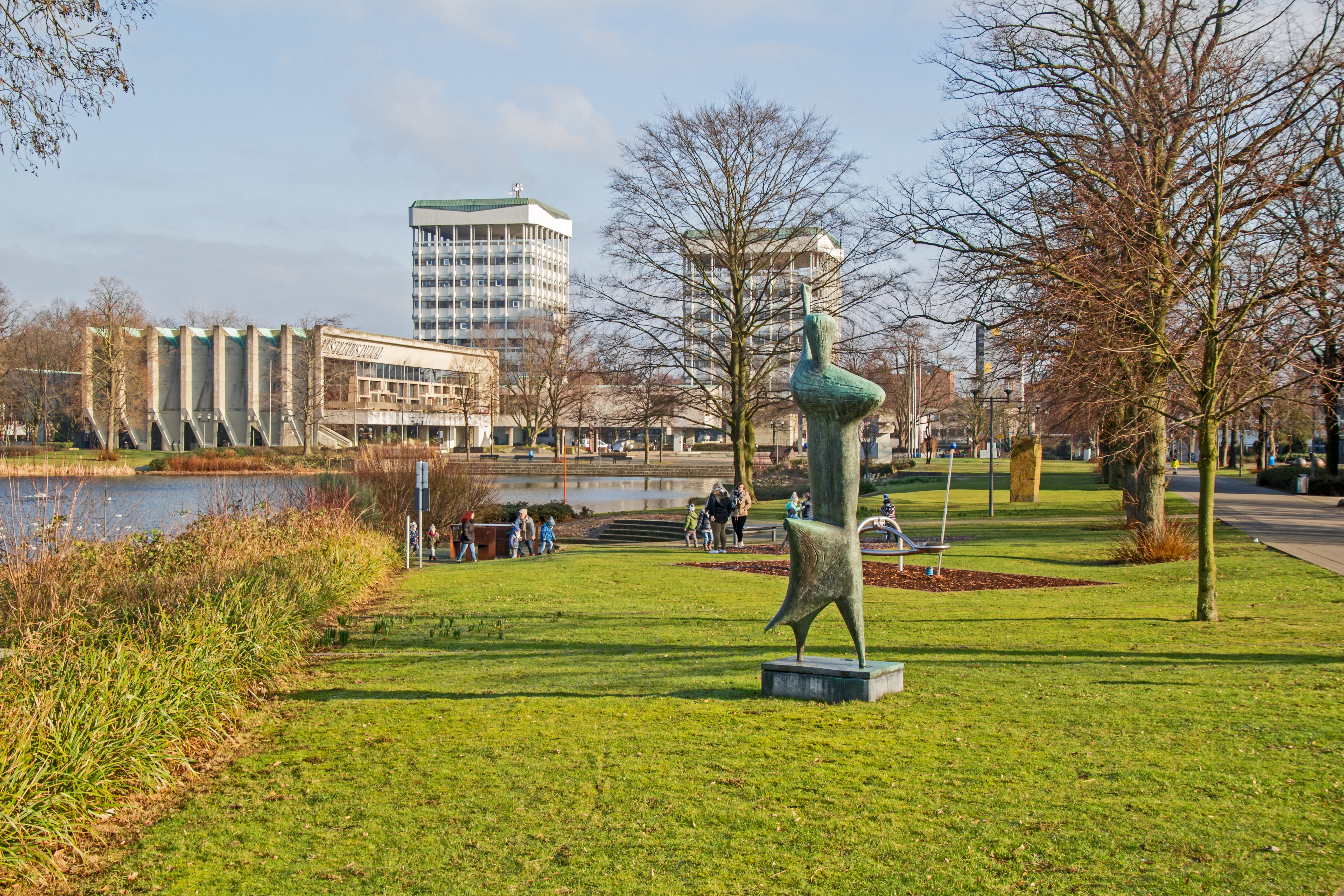
Stadspark in het nieuwe centrum van Marl met grote waterpartij (Citysee) en kunstwerk
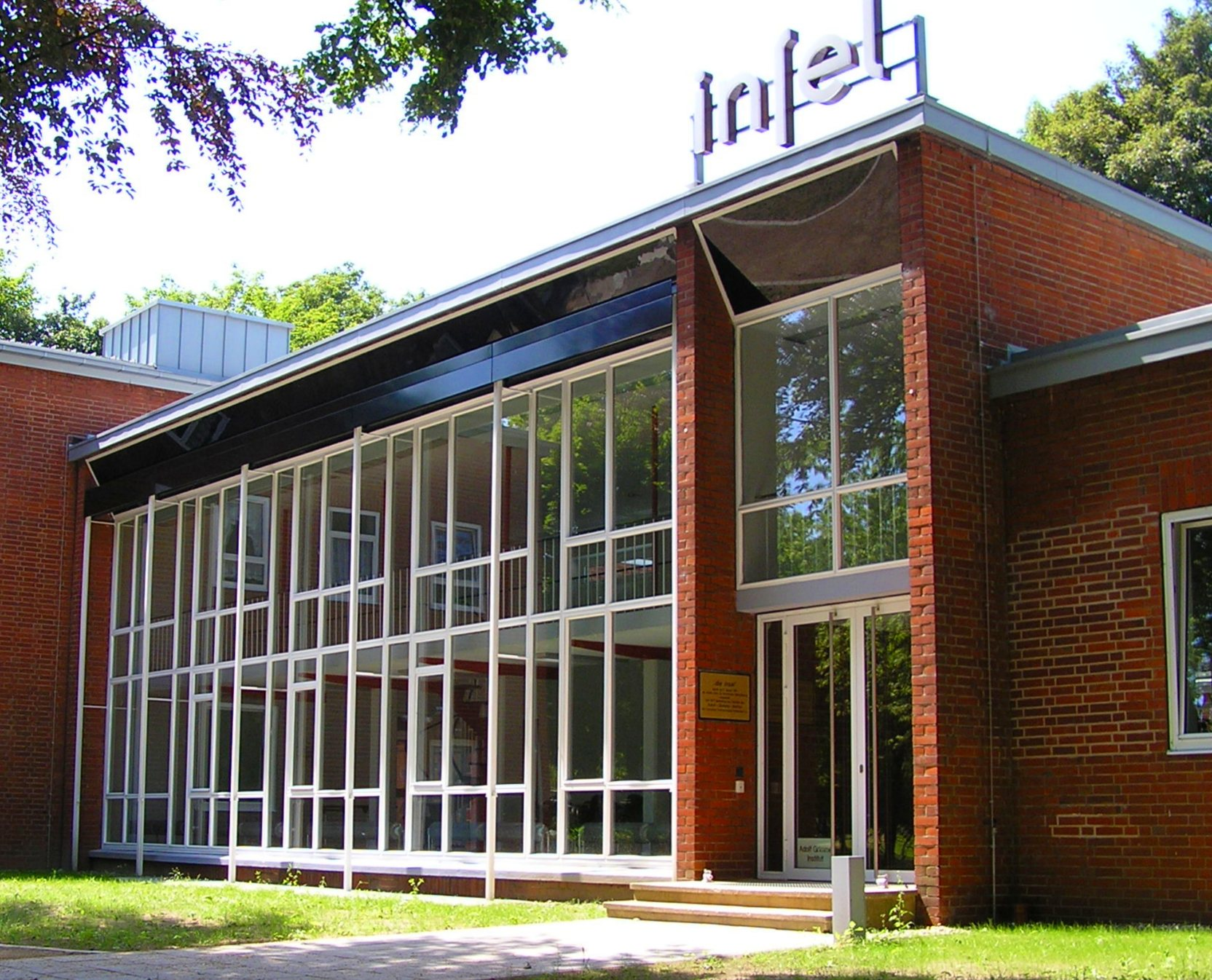
Kantoor Grimme-Institut, ontwerp: Günther Marschall
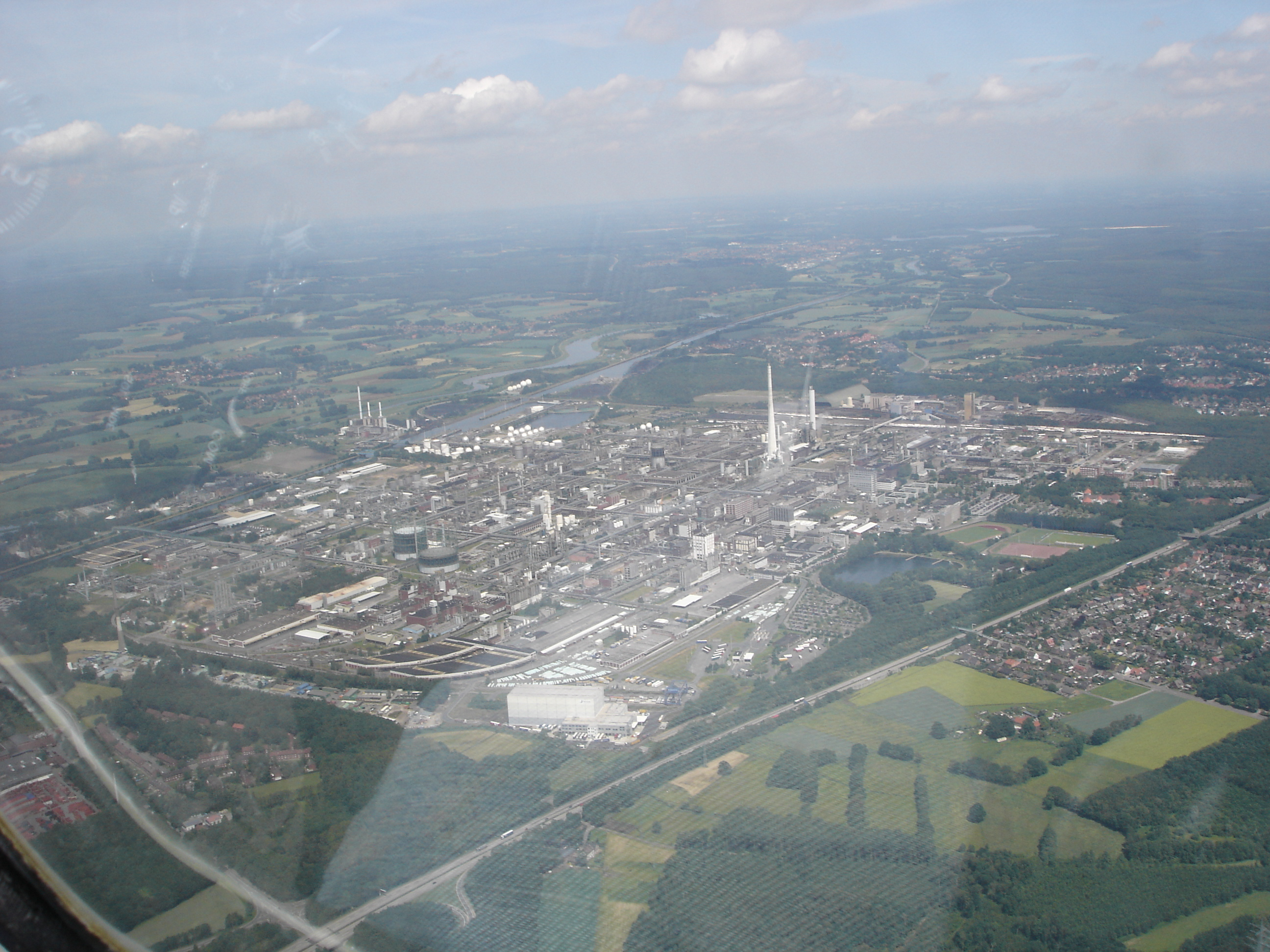
Luchtfoto Chemiepark Marl
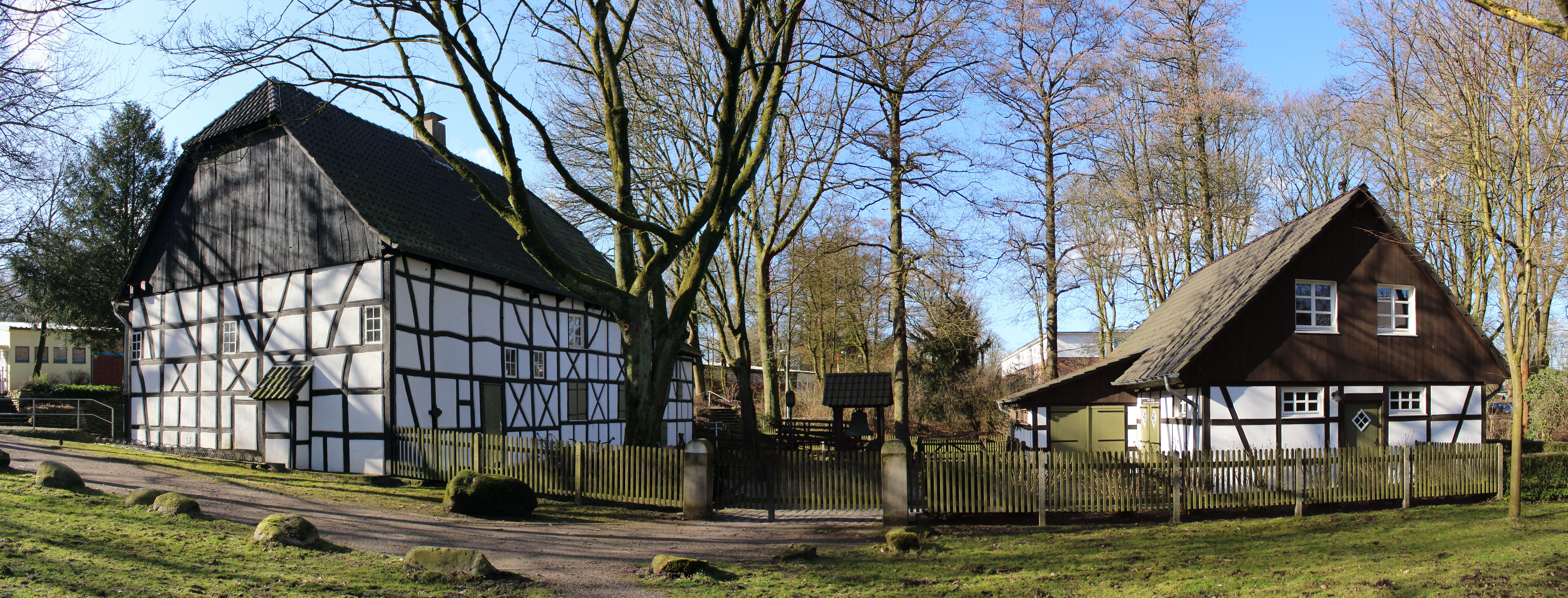
Streekmuseum Alt-Marl
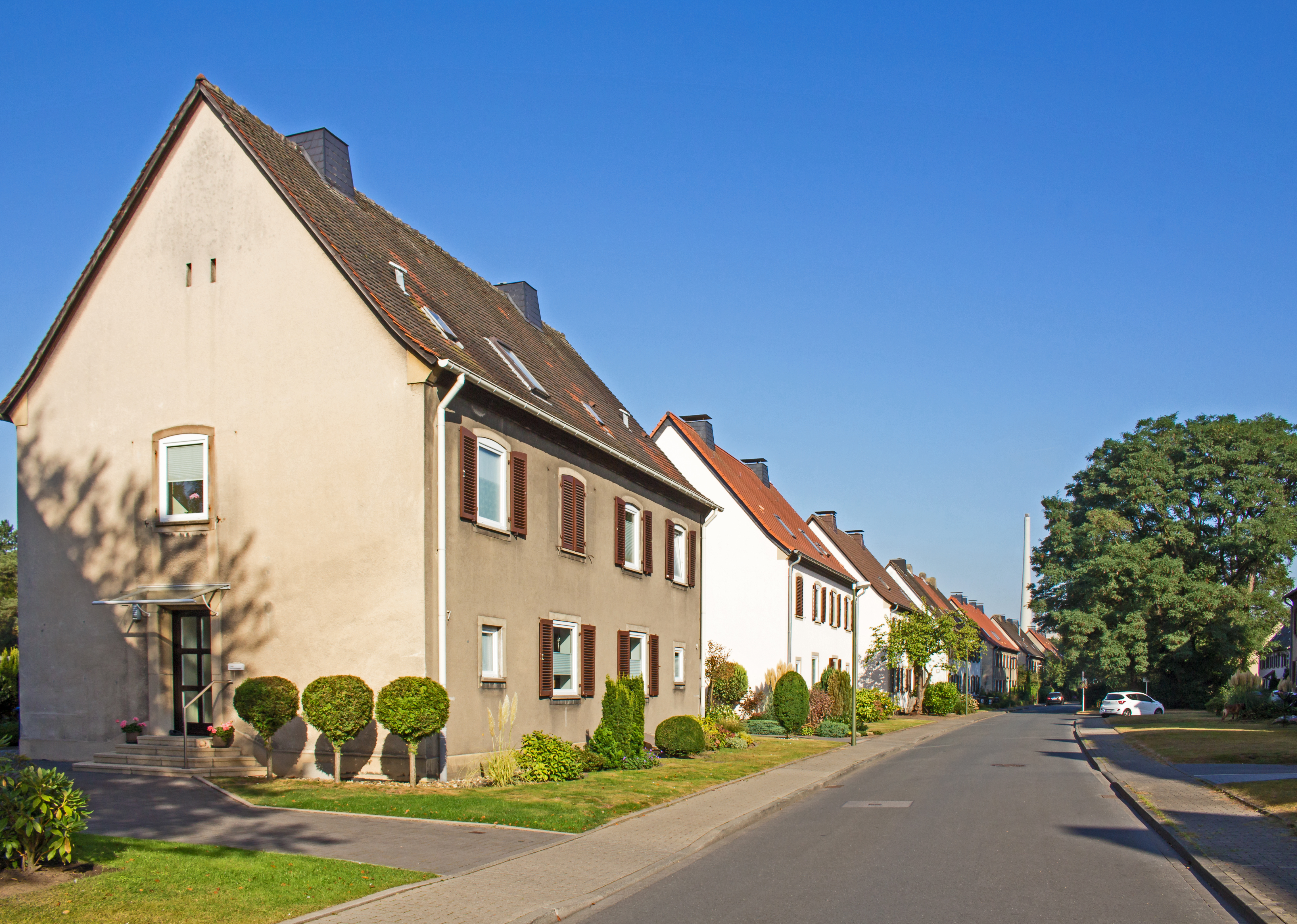
Typische woningen in één der mijnwerkerskolonies van Marl
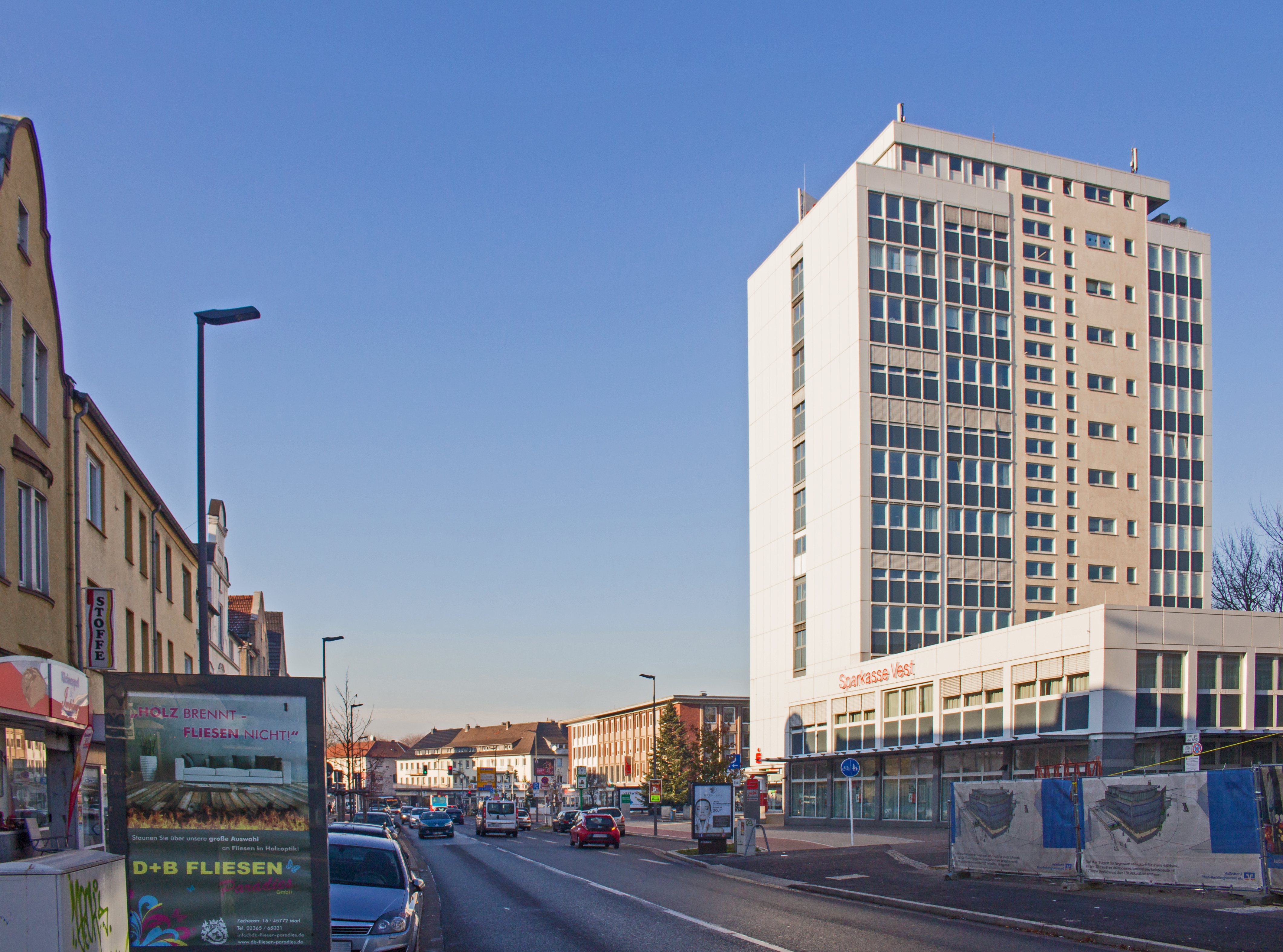
Centrum stadsdeel Hüls
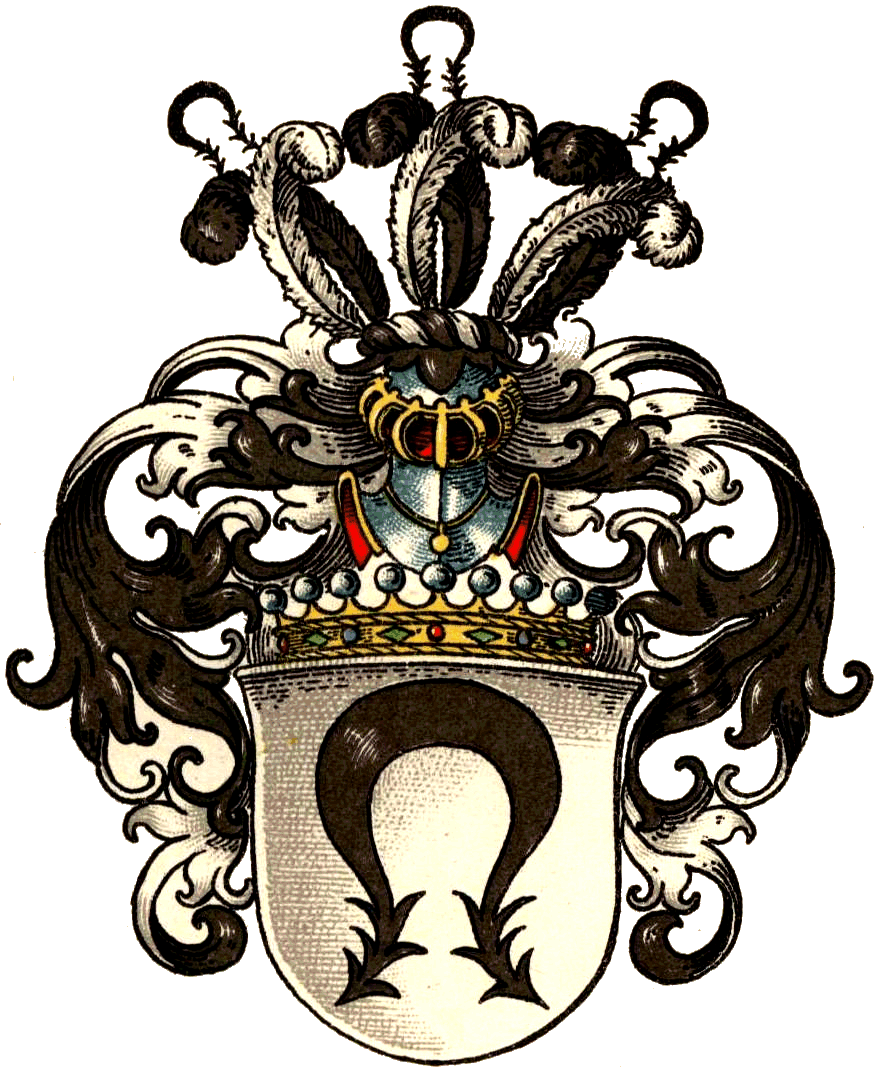
Familiewapen  van de graven von Loë (1903)

## Partnergemeentes
- Creil, Frankrijk, sinds 1975
- Herzliya, Israël, sinds 1981
- Bitterfeld (tegenwoordig Bitterfeld-Wolfen), Sachsen-Anhalt, sinds 1991
- Pendle, Engeland, sinds 1995
- Zalaegerszeg, Hongarije, sinds 2000
- Kuşadası, Turkije, sinds 2000
- Krosno, Polen, sinds 2015

Castrop-Rauxel ·
Datteln ·
Dorsten ·
Gladbeck ·
Haltern am See ·
Herten ·
Marl ·
Oer-Erkenschwick ·
Recklinghausen ·
Waltrop